# Ferdinand Neigebaur

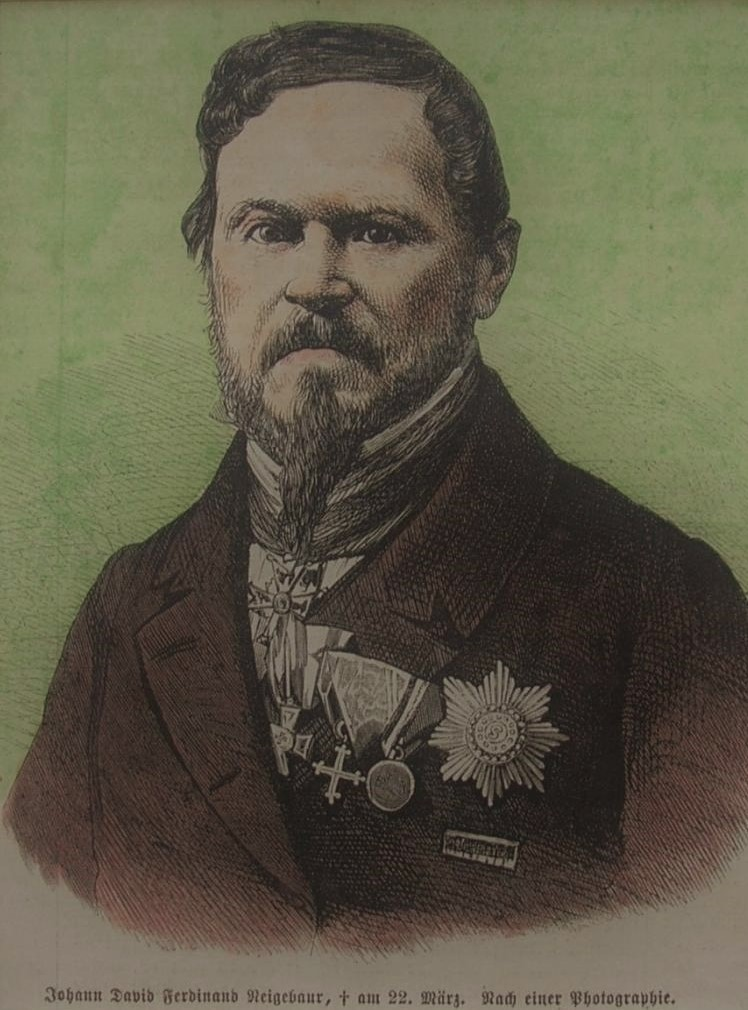
Johann Daniel Ferdinand Neigebaur

Johann Daniel Ferdinand Neigebaur (* 24. Juni 1783 in Dittmannsdorf, Fürstentum Schweidnitz; † 22. März 1866 in Breslau, Provinz Schlesien) war ein deutscher Schriftsteller und Jurist. Von ihm stammen zahlreiche Bücher insbesondere zur Länderkunde, Reisebeschreibungen und zu tagesaktuellen Themen.
Teilweise veröffentlichte er anonym, insbesondere polemische und politische Schriften, und unter Pseudonymen (u. a. Carl Follenberg, Johann D. Mannsdorf, Daniel, Daniel Dittmann).

## Leben
Ferdinand Neigebaur war der Sohn des Pfarrers Johann Daniel Neugebauer, besuchte das Gymnasium in Schweidnitz und studierte Theologie und anschließend Jura an der Universität Königsberg. Danach begann er seine juristische Laufbahn (im preußischen Staatsdienst ab 1807), wurde 1810 Referendar in Schweidnitz und 1812 Assessor in Marienwerder.
1813 trat er als Offizier dem Lützowschen Freikorps in den Befreiungskriegen gegen Napoleon bei und geriet in Kriegsgefangenschaft, die er im Limousin verbrachte. Dort widmete er sich dem Erlernen des Französischen, erwarb das Baccalaureats-Examen in Limoges und sammelte Informationen für sein 1817 erschienenes Buch über die Provinz. Nach seinen 1816 veröffentlichten Erinnerungen an seine Kriegsgefangenschaft versuchte er auch einen Massenausbruch zu organisieren und entging nur knapp dem Kriegsgericht. 1814 veröffentlichte er eine Denkschrift zur Rückführung deutscher Kriegsgefangener aus Frankreich und erhielt eine Anstellung im preußischen Dienst im Generalgouvernement Nieder- und Mittelrhein mit Sitz in Aachen und danach als Unterpräfekt von Neufchâteau.
Nach der Niederlage Napoleons wurde er 1815 Präfekt im preußischen Teil von Luxemburg und hatte verschiedene Positionen als Richter in den nun zu Preußen gehörenden Rheinprovinzen (Oberlandesgerichtsrat in Kleve 1816, Hamm 1820, Münster 1822). In Münster gehörte er zum literarischen Kreis von Bernhardine von Wintgen, dem auch Annette von Droste-Hülshoff angehörte. Er veröffentlichte Schriften zur Statistik der neuen Provinzen und der Justizreform in den Rheinprovinzen. 1823 wurde er in Königsberg zum Dr. jur. promoviert.
Ab 1826 war er wieder in Breslau. 1832 wurde er Landgerichtsdirektor in Fraustadt und Geheimer Justizrat, 1835 Direktor des Kriminalsenats in Bromberg und er war Kommissar der Kommission zur Regulierung der Grenze von Polen und Preußen. 1842 wollte er eigentlich in den Ruhestand treten, wurde dann aber noch einmal für zweieinhalb Jahre unbesoldeter Generalkonsul Preußens in den Donaufürstentümern in Jassy. Daneben war er bis zu seinem Tod sehr aktiv als Schriftsteller und war die letzten zwanzig Jahre seines Lebens überwiegend auf Reisen.
Unter anderem war er für die neue italienische Republik publizistisch aktiv, schrieb viele Reisebücher und Satiren auf preußische Junker, besonders den Fürsten Hermann von Pückler-Muskau und dessen Memoiren (Ansichten aus der Kavaliersperspektive, Memoiren eines Verstorbenen, Tuttolasso’s Wanderungen), sowie kirchenkritische Schriften.
1850 wurde er Mitglied der Leopoldina.
Er war Mitglied vieler wissenschaftlicher Gesellschaften (in Rom, Kopenhagen, Westfalen, Siebenbürgen, Sizilien, Athen, Erfurt, Königsberg u. a.) und erhielt 1835 den preußischen Roten Adlerorden 4. Klasse und den russischen St. Stanislaus Orden.

## Schriften (Auswahl)
- Anonym: Briefe eines Preußischen Offiziers während seiner Kriegsgefangenschaft in Frankreich. Bändchen 1–2. Rommerskirchen, Köln 1816–1818.
- Anonym: Schilderung der Provinz Limousin und deren Bewohner. Aus dem Tagebuch eines Preußischen Offiziers in französischer Kriegsgefangenschaft. Maurer, Berlin 1817, (Digitalisat).
- Anonym: Statistik der Preußischen Rhein-Provinzen, in den drei Perioden ihrer Verwaltung. Von einem Preußischen Staatsbeamten. Rommerskirchen, Köln 1817, (Digitalisat).
- Darstellung der Provisorischen Verwaltungen am Rhein vom Jahr 1813 bis 1819. Mit einer Vorrede vom Geheimen Hofrath Dr. Luden. Bachem, Köln 1821, (Digitalisat).
- Der alte Nettelbeck. Ein Unterhaltungs-Buch für die Preußische Jugend zur Beförderung wahrer Vaterlandsliebe. Bändchen 1–2. Schulz, Hamm 1824, (Neue, verbesserte und mit 7 Bildern nach Original-Zeichnungen von Johann Heinrich Ramberg vermehrte Auflage. Wundermann, Hamm und Crefeld 1841, Digitalisat; auch unter dem Titel: Der gute Preuße. Ein lehrreiches Lesebuch für Volksschulen.).
- Anonym: Geschichte der geheimen Verbindungen der neuesten Zeit. Heft 1–8. Barth, Leipzig 1831–1834, (Unveränderter fotomechanischer Nachdruck. Leipzig, Zentralantiquariat der Deutschen Demokratischen Republik, Leipzig 1972).
  - Heft 1: J. D. F. Mannsdorf: Aktenmäßiger Bericht über den geheimen deutschen Bund und das Turnwesen nebst einleitenden Bemerkungen über die früheren geheimen Verbindungen. 1831, (Digitalisat).
  - Heft 2: Die Ergebnisse der Untersuchung in Bezug auf den Bund der Unbedingten oder der Schwarzen und die andern geheimen politischen Verbindungen in Deutschland bis zur Errichtung der Mainzer Commission. Herausgegeben von Dr. Rocholz. 1831, (Digitalisat).
  - Heft 3: Rudolph Hug: Die Central-Untersuchungs-Commission zu Mainz und die demagogischen Umtriebe in den Burschenschaften der deutschen Universitäten zur Zeit des Bundestags-Beschlusses vom 20. September 1819. 1831, (Digitalisat).
  - Heft 4: Actenmässige Darstellung der Versuche Deutschland in Revolutions-Zustand zu bringen. Herausgegeben von Carl Follenberg. 1831, (Digitalisat).
  - Heft 5: Geschichte der geheimen Verbindungen in Polen. 1831, (Digitalisat).
  - Heft 6: Rudolph Hug: Die demagogischen Umtriebe in den Burschenschaften der deutschen Universitäten. Fortsetzung der Central-Untersuchungscommission zu Mainz. 1831, (Digitalisat).
  - Heft 7: Acten-Stücke über die unter dem Namen des Männer-Bundes und des Jünglings-Bundes bekannten demagogischen Umtriebe. Herausgegeben von Carl Follenberg. 1833, (Digitalisat).
  - Heft 8: J. D. F. Mannsdorf: Acten-Stücke über die aristokratischen Umtriebe der neuesten Zeit unter den Polen. 1834, (Digitalisat).
- Handbuch für Reisende in Italien. Brockhaus, Leipzig 1826, (Digitalisat; 2., sehr verbesserte Auflage. ebenda 1833, Digitalisat; 3., ganz umgearbeitete, sehr vermehrte und verbesserte Auflage. Theil 1–3. Brockhaus, Leipzig 1840, Theil 1, Theil 2, Theil 3).
- Handbuch für Reisende in England. Brockhaus, Leipzig 1829, (Digitalisat).
- Anonym: Schill’s Zug nach Stralsund und sein Ende. Tagebuch eines seiner Vertrauten. Basse, Quedlinburg und Leipzig 1831, (Digitalisat).
- als Daniel Dittmann: Petronella die polnische Einsiedlerin auf dem Anna-Berge in Ober-Schlesien. Historische Erzählung aus der Zeit der letzten Unruhen in Polen. Theil 1–2. Wolbrecht, Leipzig 1831, (Digitalisat Theil 2).
- Handbuch für Reisende in Frankreich. Doll, Wien 1832, (Digitalisat; 2. verbesserte Auflage. Volckmar, Leipzig 1842, Digitalisat).
- Anonym: Memoiren eines Verstorbenen. Theil 1–2. Hartmann, Leipzig 1835, (Digitalisate: Theil 1, Theil 2).
- Anonym: Ansichten aus der Cavalierperspective im Jahre 1835. Aus den Papieren eines Verstorbenen. In Commission bei Adolf Frohberger, Leipzig 1836, (Digitalisat).
- Anonym: Katechismus der Münsterländer. Auszug aus den Memoiren eines Verstorbenen. Von einem Rhein- und Sauerländer. Ritter, Arnsberg 1835, (Nachdruck mit einem neuen Vorwort von Rainer Schepper. Schuster, Leer 1977, ISBN 3-7963-0138-X).
- Anonym: Der Cavalier auf Reisen im Jahre 1837. Vom Verfasser der „Ansichten aus der Cavalierperspective im Jahre 1835“. Brockhaus, Leipzig 1838, (Digitalisat).
- Anonym: Tuttolasso’s Wanderungen durch Deutschland, Polen, Ungarn und Griechenland. Verlag der Classiker, Stuttgart 1839, (Digitalisat).
- Neigebaur’s Handbuch für Reisende in der Schweiz. Herausgegeben von Heinrich Berghaus. Theil 1–2. Reimer, Berlin 1840.
  - Theil 1: Die allgemeine Beschreibung der Schweiz und die Anleitung zum Bereisen derselben enthaltend.
  - Theil 2: Die besondere Beschreibung der Schweiz, in alphabetischer Ordnung der geographischen Objecte.
- Anonym: Nur nicht nach Norden! Bemerkungen auf meinen Reisen in den Jahren 1839 und 1840. Aus den Memoiren des Grafen von S****. Brockhaus, Leipzig 1840.
- Anonym: Die aristokratischen Umtriebe zur Verständigung über die historisch begründete Gliederung der Gesellschaft. Tauchnitz, Leipzig 1843, (Digitalisat).
- Handbuch für Reisende in Deutschland. Mayer und Wigand, Leipzig 1843, (Digitalisat).
- mit Edward A. Moriarty: London. Ein Handbuch für Reisende. Weber, Leipzig 1843, (Digitalisat).
- Der Papst und sein Reich, oder die weltliche und geistliche Macht des heiligen Stuhles. 2 Teile in einem Band. Verlagsbureau (Ruge), Leipzig 1847, (Digitalisat; 2. Auflage. ebenda 1848, Digitalisat).
- Beschreibung der Moldau und Walachei. Tauchnitz, Breslau 1848, (Digitalisat; 2. Auflage. Kern, Breslau 1854, Digitalisat).
- Sicilien, dessen politische Entwickelung und jetzigen Zustände. Verlagsbureau (Ruge), Leipzig 1848, (Digitalisat).
- Anonym: Preußen durch seine Aristokratie Deutschlands größter Feind. Wigand, Leipzig 1850, (Digitalisat; wird auch Friedrich Wilhelm Schlöffel zugeschrieben).
- Dacien. Aus den Ueberresten des klassischen Alterthums, mit besonderer Rücksicht auf Siebenbürgen. Gött, Kronstadt 1851, (Digitalisat).
- Die Süd-Slaven und deren Länder in Beziehung auf Geschichte, Cultur und Verfassung. Costenoble & Remmelmann, Leipzig, 1851, (Digitalisat).
- Anonym: Rußland nach Demidow in Vergleichung mit anderen Monarchien Europa’s. Spamer, Leipzig 1852, (Digitalisat; nach Anatoli Nikolajewitsch Demidow).
- Die Insel Sardinien. Geschichtliche Entwickelung der gegenwaertigen Zustaende derselben in ihrer Verbindung mit Italien. Herausgegeben von Johannes Minckwitz. Dyk, Leipzig 1853, (Digitalisat; 2. vermehrte Auflage. ebenda 1855, Digitalisat).
- Die Donau-Fürstenthümer. Gesammelte Skizzen geschichtlich-statistisch-politischen Inhalts. Heft (1)–3. Kern, Breslau 1854–1856.
  - (Heft 1): 1854, (Digitalisat).
  - Heft 2: Die Moldau-Walachen oder Romanen und der Russische Schutz. Nach dem Französischen Moldau-Walachischen Album des General-Consul Ritter Billecocq. 1855, (Digitalisat).
  - Heft 3: Die staatlichen Verhältnisse der Moldau und Walachei, in geschichtlicher Zusammenstellung der auf das öffentliche Recht bezüglichen Verträge. 1856, (Digitalisat).
- Das Glaubens-Bekenntniss der Italienischen Evangelischen Kirche. Nebst einer kurzen Nachricht über die neuesten religiösen Bewegungen in Italien. Baensch, Magdeburg 1855, (Digitalisat).
- Eleonore d’Olbreuse, die Stammutter der Königshäuser von England, Hannover und Preußen. Ermittlungen zur Geschichte ihrer Heirath mit dem Herzoge von Braunschweig-Celle und der damaligen Zeit, in besonderer Beziehung auf Ebenbürtigkeitsheirathen. Leibrock, Braunschweig 1859, (Digitalisat).
- als Giuseppe Sandrani: Deutschland und die italienische Frage. Eine Stimme aus Italien. Kern, Breslau 1859, (Digitalisat).
- Geschichte der kaiserlichen Leopoldino-Carolinischen deutschen Akademie der Naturforscher während des zweiten Jahrhunderts ihres Bestehens. Frommann, Jena 1860, (Digitalisat).
- Anonym: Denkwürdigkeiten des Domherrn Graf v. W. Vom Beginn der ersten französischen Revolution bis zur neuesten Zeit. Bergson-Sonnenberg, Leipzig 1864 (Digitalisat).